# هاربر كولنز
هاربر كولنز المحدودة للنشر (بالإنجليزية: HarperCollins Publishers LLC) هي واحدة من أكبر شركات النشر في العالم، وهي إحدى أكبر خمس شركات نشر باللغة الإنجليزية. ومقرها في مدينة نيويورك، والشركة هي إحدى الشركات التابعة لمؤسسة أخبار؛ هاربر كولنز هي اندماج لثلاث شركات هاربر وإخوانه (تأسست عام 1817) وشركة رو وبترسون وشركة وليام كولنز وأبناؤه (تأسست 1819)، الرئيس التنفيذي للشركة في جميع أنحاء العالم هو بريان موراي. شركة هاربر هولنز لديها دور نشر في كلٍّ من الولايات المتحدة وكندا والمملكة المتحدة وأستراليا ونيوزلندا، والهند. وتنشر الشركة العديد من بصمات مختلفة، سواء من دور النشر المستقلة السابقة وبصمات جديدة.

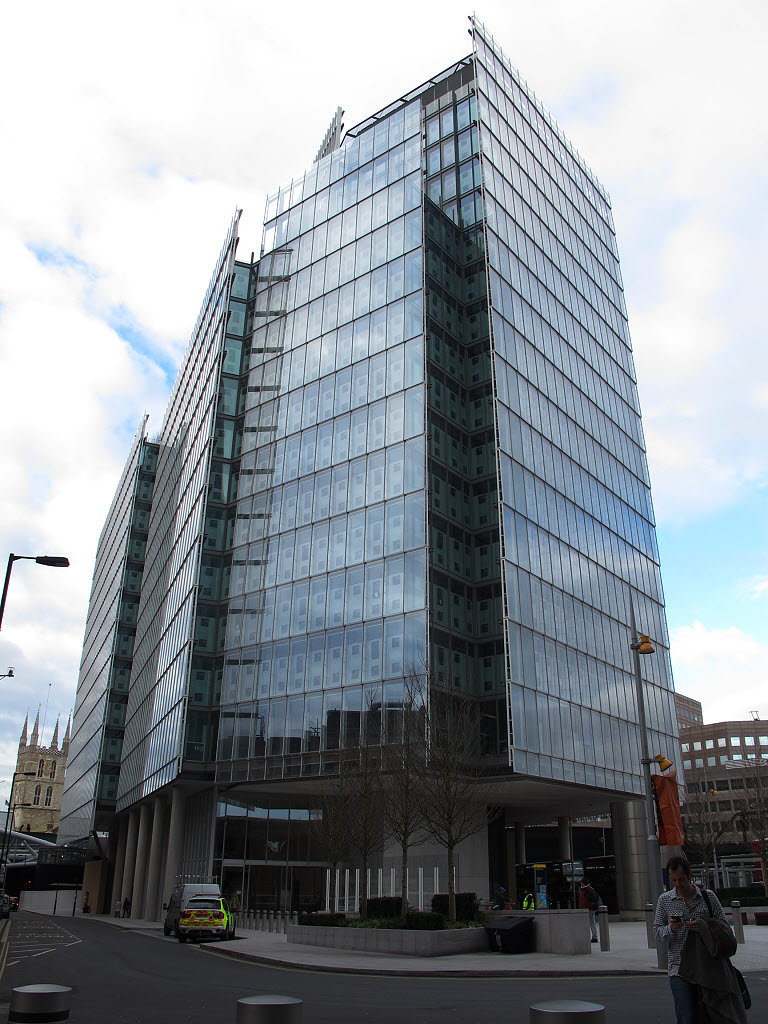
المركز الرئيسي هاربر كولنز بالقرب من جسر لندن في إنجلترا

## التاريخ

### عمليات الدمج
قامت مجموعة شركات روبرت مردوخ للإعلام لصاحبهاو مؤسسها ويليام كولنز، بشراء دار نشر سكوتلاند عام 1990، بالإضافة إلى شركتي هاربر، روو اللذان تم شراؤهما مُسبقًا بواسطته أيضًا، وتم دمجهما معًا حتى أصبحا شركًة واحدًة. وبعدها بتسعة أعوام، قامت بشراء شركة ويليام مورو، وأفون للكتب. وضمهم جميعًا تحت اسمه. وفي عام 2011، قامت بشراء شركة توماس ويليون للنشر بإسكتلندا، وتمت الموافقة على عملية البيع في تشرين الثاني من عام 2012.
في عام 2011، أعلنت هاربر كولينز أنها وافقت على الاستحواذ على الناشر ثومث نيلسون. اكتملت عملية الشراء في 11 يوليو 2012، مع الإعلان عن أن توماس نيلسون سيعمل بشكل مستقل نظرًا لموقعه في نشر الكتب المسيحية. تم تنظيم كل من توماس نيلسون وزوندرفان بعد ذلك على أنهما بصمات أو «برامج نشر أساسية» تحت قسم جديد، هاربر كولينز كريستيان للنشر. تم منح الأدوار الرئيسية في إعادة التنظيم للمديرين التنفيذيين السابقين لتوماس نيلسون.
في عام 2012، استحوذت هاربر كولينز على جزء من العمليات التجارية لشركة Jجون ويلى وصن في كندا.
في عام 2014، استحوذت هاربر كولينزعلى ناشر الرومانسية الكندي Harlequin Enterprises مقابل 455 مليون دولار كندي.
في عام 2018، استحوذت هاربر كولينز على الناشر التجاري اماكون من جمعية الإدارة الأمريكية.
في عام 2020، استحوذت هاربر كولينز على ناشري الأطفال اغمونت المملكة المتحده للكتب واغمونت بولاندا وشنايدربوش ألمانيا من مجموعة اغمونت.

### تاريخ الإدارة
بريان موراي، [14] الرئيس التنفيذي الحالي لشركة هاربير كولينز، خلف جين فريدمان التي كانت الرئيس التنفيذي من 1997 إلى 2008. تشمل الشخصيات الإدارية البارزة ليزا شاركي، نائب الرئيس الحالي ومدير التطوير الإبداعي وباري وينكلمان من 1989 إلى 1994.

### أمريكا ضد شركة آبل
قامت وزارة العدل الأمريكية، بإعلان رفضها لشركة آبل، وقامت شركة آبل بالتعاون مع شركة هاربر كولنز وعدد من الشركات الآخرى، برفع أسعار الكتب الإلكترونية عن عمد، من أجل تدمير تجارة الكتب، والإطاحة بشركة أمازون، وتمت إدانتهم بعصيان قانون شيرمان لمكافحة الاحتكار لعام 1890. في ديسمبر من العام التالي، طلب قاضٍ فيدرالي من المٌدعى عليه تحويل أموال من مؤسسات الدعم المالي للعملاء، تعويضًا لما تكبدوه من خسائر بسبب احتكار الأسعار.
تم الإعلان للموظفين بشكل خاص ثم في وقت لاحق من اليوم في 5 نوفمبر 2012، أن هاربر كولينز كانت تغلق مستودعاتها المتبقية في الولايات المتحدة، من أجل دمج عمليات الشحن والتخزين مع R.R Donnelley في إنديانا. تم إغلاق مستودع سكرانتون بولاية بنسلفانيا في سبتمبر 2013 ومستودع ناشفيل بولاية تينيسي تحت اسم (DBA) ثومث نيلسون (الذي يوزع الذراع الدينية لـ هاربر كولنز/ كتب ذيندروفان)، في شتاء عام 2013. واصلت العديد من المناصب والإدارات المكتبية العمل لدى هاربر كولنز في سكرانتون، لكن في موقع جديد. [17] أدى إغلاق مستودع سكرانتون إلى القضاء على ما يقرب من 200 وظيفة، وألغى إغلاق مستودع ناشفيل ما يصل إلى 500 وظيفة؛ العدد الدقيق لموظفي التوزيع غير معروف. [18] أغلقت هاربر كولينز سابقًا مستودعين أمريكيين، أحدهما في ويليامسبورت بولاية بنسلفانيا في عام 2011 والآخر في غراند رابيدز بولاية ميشيغان في عام 2012. [19] قال بريان موراي، الرئيس التنفيذي لشركة هاربير كولينز، وفقًا لـبابليشر ويكيلى: "لقد اتخذنا نظرة عالمية طويلة الأجل لتوزيع المطبوعات لدينا، ونحن ملتزمون بتقديم أوسع وصول ممكن لمؤلفينا". ضمان قدرتنا على تقديم كتالوج هاربر كولنو بأكمله بشكل تنافسي للعملاء بغض النظر عن الموقع ". يعزو مسؤولو الشركة عمليات الإغلاق والاندماج إلى الطلب المتزايد بسرعة على تنسيقات الكتب الإلكترونية وتراجع شراء المطبوعات.

## دعوى أرشيف الإنترنت
في يونيو 2020، كانت هاربر كولنز واحدة من مجموعة من الناشرين الذين رفعوا دعوى قضائية على أرشيف الإنترنت، بحجة أن مجموعته من الكتب الإلكترونية كانت تحرم المؤلفين والناشرين من عائداتهم واتهمت المكتبة بـ «الانتهاك الجماعي المتعمد لحقوق الطبع والنشر».
في سبتمبر 2020، رفعت شركة هاربر كولينز دعوى قضائية ضد Lindsay Lohan لدخولها في صفقة كتاب، حيث جمعت مبلغ 350 ألف دولار مقدمًا مقابل أشياء لم تتحقق أبدًا.

## خطة العمل
في عام 2008، أطلقت هاربر كولنز ميزة تصفح على موقعها على الإنترنت للسماح للعملاء بقراءة مقتطفات مختارة من الكتب قبل الشراء، على كل من متصفحات سطح المكتب والجوال. منحت هذه الوظيفة موقع الويب الخاص بالناشر القدرة على التنافس مع المكتبات المادية، حيث يمكن للعملاء عادةً إلقاء نظرة على الكتاب نفسه، واستخدام أمازون لمقتطفات من المقاطع التشويقية للكتاب، من أجل تجشيع شراءالكتب عبر الإنترنت.
في بداية أكتوبر 2013، أعلنت الشركة عن شراكة مع المكتبة الرقمية على الإنترنت سكريبد. كشف البيان الرسمي أن «غالبية» الكتالوجات HarperCollins US وHarperCollins Christian ستكون متاحة في خدمة الاشتراك في سكريبد. وأوضح شانتال الرئيس التنفيذي للالرقمي في هاربر كولينز، إلى وسائل الإعلام أن هذه الصفقة تُعد بمثابة المرة الأولى التي أصدرت فيها الشركة مثل هذا الجزء الكبير من دليل عملهم.
عملت HarperCollins سابقًا في مجال التأليف، وهو مجتمع مؤلف عبر الإنترنت، من عام 2008 إلى عام 2015. قدم الموقع بديلاً لنهج "slush pile" التقليدي للتعامل مع المخطوطات غير المرغوب فيها المرسلة إلى ناشر مع فرصة ضئيلة للمراجعة. باستخدام التأليف، يمكن للمؤلفين تقديم أعمالهم لمراجعة الأقران وتصنيفها من قبل الأعضاء الآخرين؛ سيتم قراءة المخطوطات الخمس الأعلى مرتبة كل شهر بواسطة محرري شركة هابربر كولنز للنشر. تم إغلاق الموقع بعد أن قام المؤلفون بالتلاعب بالنظام لكسب أفضل خمسة تصنيفات، وتم اختيار عدد أقل من عناوين التأليف لنشرها.
منذ عام 2009 وحتى عام 2010، قامت شركة هاربر كولنز بتشغيل بووك آرمي، وهو موقع للتواصل الاجتماعي.
دار نشر هاربر كولنز في الهند هي شركة فرعية مملوكة بالكامل لشركة هاربر كولنز العالمية. تم إنشاؤه في عام 1992

## كتب
تحتفظ هاربر كولنز بالقائمة الخلفية للعديد من الكتب التي تم نشرها في الأصل من خلال العديد من النسخ المدمجة، بالإضافة إلى اختيار مؤلفين جدد منذ الاندماج. المؤلفون الذين نشرهم هاربر في الأصل هم مارك توين وأخت برونتي وويليام ميكبيس ثاكيراي. المؤلفون الذين نشرهم في الأصل كولينز هم إتش جي ويلز وأجاثا كريستي. حصلت هاربر كولنز أيضًا على حقوق النشر لعمل JRR Tolkien في عام 1990 عندما تم شراء Unwin Hyman. هذه قائمة ببعض الكتب والمسلسلات الأكثر شهرة، التي نشرتها هاربر كولنز ومختلف مطبوعاتها ودور النشر المدمجة.
- الهوبيت كتبه جي. أر. أر. تولكين
- سيد الخواتم كتبه جى أر أر توليكن
- فن المحبة كتبه اريك فروم
- السيد والقائد، باتريك أوبراين (1970) (مقتبس في فيلم 2003 Master and Commander: The Far Side of the World)
- ليفوم وشى، توني هيلرمان (1970-2006)
- سيلامرين، جى أر أر تولكين (محرر كريستوفر تولكين مع جاي جافرييل كاي) (1977) (نشره في الأصل جورج ألين وأونوين)
- قاموس كولينز الإنجليزي (1979)، قاموس رئيسي
- سلسلة شارب برنارد كورنويل (1981-2006)
- فريدا: سيرة فريدا كاهلو، هايدن هيريرا (1983)، مقتبسة في فيلم 2002 فريد
- سلسلة تاريخ ميدل ايرث، جي آر آر تولكين (محرر كريستوفر تولكين) (1983-1996)
- عالم النسيج، كلايف باركر(1987)
- سلسلة شعر بالادين (1987-1993)
- الخيميائى، باولو كويلو، (1988) (نُشر لأول مرة باللغة البرتغالية باسم O Alquimista، 1988)
- الروايات اللاحقة في سلسلة Take Back Plenty، كولين جرينلاند (1990+)
- حيث توجد الإرادة: من ورث ماذا ولماذا، ستيفن إم سيلفرمان (1991)
- لغة الجينات، ستيف جونز (1993)
- هدايا الجسد، ريبيكا براون (1994)
- ميكروسيرفس، دوغلاس كوبلاند (1995)
- خواطر، تيون واتكينز (1999)
- شوكا سابتاتي: سبعون حكاية عن الببغاء ترجمة جديدة من السنسكريتية بقلم أ.ن.د.هاكسار (2000)
- أولاً قتلوا والدي: ابنة كمبوديا تتذكر لونج أونج (2000)
- بيل كانتو، آن باتشيت (2001)
- نظرية النسبية، جاكلين ميتشارد (2001)
- المجلدات الأخيرة في سلسلة ديسكورلد بواسطة تيرى بالاتشيت (كتب من 2001 حتى الوقت الحاضر)
- بونفيل، روبرت ميلر أندرسون (طبع 2003)
- كويك سيلفر، نيل ستيفنسون (2003)
- دون كيشوت، ترجمة جديدة بواسطة إديث غروسمان (2003، إكو)
- تعرف على الليل، كريستوفر ديودني (2004)
- حالة الخوف، بقلم مايكل كريشتون (2004)
- داركهاوس ، أليكس باركلي (2005)
- أنانسي بويز، نيل جايمان (2005)
- الطفل الساخن، إلمور ليونارد (2005)
- فريكي جرين آيز، بقلم جويس كارول أوتس (2006)
- التالي، مايكل كريشتون (2006)
- Domicilium Decoratus، كيلي ويرستلر (2006)
- الحسناوات الصغيرات الكاذبات، سارة شيبرد (2006)
- السيد ب.جون، كلايف باركر (هاربر) (2007)
- محبة ناتالي: عهد الأم للأمل والإيمان، بيث هولواي (2007)
- (عن ناتالي هولواي) نصوص القرش الخام، ستيفن هول (2007)
- أطفال هورين، جي آر آر تولكين (محرر كريستوفر تولكين) (2007)
- العائلة: الأصولية السرية في قلب القوة الأمريكية، جيف شارليت (2008)
- Going Rogue: An American Life، سارة بالين (2009)
- Pirate Latitude، مايكل كريشتون (2009)
- (منشور بعد وفاته) وولف هول، هيلاري مانتل (2009)
- ممزقة: القصة الحقيقية لحب الأم وخيانة الزوج وجريمة قتل تكساس بدم بارد، كاثرين كيسي (2010)
- مايكرو، مايكل كريشتون (2011) (منشور بعد وفاته)
- خياط خير خانه، غايل تسيمح ليمون (2011)
- طلقة في التاريخ: رحلتي المهووسة إلى الذهب الأولمبي بقلم أبيناف بيندرا (2011)
- Go Set a Watchman، هاربر لي (2015
- حرب الخشخاش، R.F. كوانغ (2018)

## كتب أطفال شركة هاربر كولنز
كانت أورسولا نوردستروم، محررة كتب أطفال، مديرة قسم هاربر لكتب الأولاد والبنات من عام 1940 إلى عام 1973، وأشرف على نشر كلاسيكيات مثل Goodnight Moon، Where the Wild Things Are، The Giving Tree، Charlotte's Web، Beverly Cleary series بطولة رامونا Quimby، وهارولد وPurple Crayon. كانوا دار النشر لموريس سينداك، وشيل سيلفرشتاين، ومارجريت وايز براون. في عام 1998، نُشرت مراسلات نوردستروم الشخصية باسم Dear Genius: The Letters of Ursula Nordstrom (التي رسمها موريس سينداك)، وحررتها (شارلوت زولوتو). بدأت Zolotow حياتها المهنية ككاتبة اختزال في Nordstrom، وألفت أكثر من 80 كتابًا وحررت مئات الكتب الأخرى، بما في ذلك Nordstrom's The Secret Language وأعمال بول فليشمان. أصبحت زولتو فيما بعد رئيسة قسم كتب الأطفال، وأصبحت أول امرأة نائبة لرئيس الشركة.

## التأثير
لى هاربر كولنز أكثر من 120 طبعة كتاب، معظمها يقع في الولايات المتحدة. لا يزال كولينز موجودًا باعتباره بصمة، خاصة لكتب الحياة البرية والتاريخ الطبيعي، والأدلة الميدانية، وكذلك للقواميس الإنجليزية وثنائية اللغة استنادًا إلى بنك اللغة الإنجليزية، وهو مجموعة كبيرة من النصوص الإنجليزية المعاصرة.
في 8 فبراير 2013، تم الإعلان عن دمج بعض أجزاء بصمة كولينز غير الخيالية مع بصمة هاربر كولنز لتشكيل بصمة وليام كولينز الجديدة.
تشمل بصمات هاربر كولنز (الحالية والتي انتهت صلاحيتها، بما في ذلك البصمات التي كانت موجودة قبل عمليات الدمج المختلفة):

## اكاديمية هاربر
اكاديمية هاربر هو قسم التسويق الأكاديمي في هاربر كولنز. يوفر اكاديمية هاربر للمعلمين أحدث عناوين البالغين لاعتماد الدورة على مستوى المدرسة الثانوية والكلية، بالإضافة إلى عناوين السنة الأولى وبرامج القراءة الشائعة الأخرى في المؤسسات الأكاديمية. كما يحضرون العديد من المؤتمرات الأكاديمية الكبرى لعرض ألقاب جديدة للمهنيين الأكاديميين.

## استوديو هاربر
اعلنت هاربر كولنز عن استوديو هاربر في عام 2008 «كوحدة تجريبية جديدة... من شأنها القضاء على توزيعات الأرباح التقليدية للمؤلفين. لم تثبت السلف الراسخة وعائدات بائعي الكتب أنها مربحة جدًا للمؤلف أو الناشر. النهج الذي تتخذه استوديو هاربر الآن هو تقديم القليل من السبق أو عدم تقديمه، ولكن بدلاً من ذلك يتم تقسيم الأرباح بنسبة 50% (بدلاً من معيار الصناعة 15٪)، مع المؤلف». ترأس القسم بوب ميلر، الناشر المؤسس سابقًا لـهبريون، قسم كتب البالغين في شركة والت ديزني. [49] [50] تم طي استوديو هاربر في مارس 2010 بعد أن غادر ميلر إلى دار نشر والكمان

## النقد
بن كولينز في أغسطس 2010، انخرطت الشركة في معركة قانونية مع هيئة الإذاعة البريطانية بعد أن كشف كتاب كان من المقرر نشره، والذي تم تحديده لاحقًا على أنه السيرة الذاتية القادمة لسائق السباقات بن كولينز، عن هوية ستيج من شركة توب جير. في مدونته، اتهم آندي ويلمان المنتج التنفيذي لشركة Top Gear هاربر كولنز بـ «الأمل في جني الأموال» من الملكية الفكرية لبي بي سي، واصفًا الناشرين بأنهم «مجموعة من المعلقين».
في 1 سبتمبر تم رفض طلب بي بي سي لإصدار أمر قضائي يمنع نشر الكتاب، مما يؤكد بشكل فعال الكشف عن الكتاب بأن «ستيج» كان بالفعل كولينز. شرق وغرب أصبحت الشركة متورطة في جدل في عام 1998 بعد أن تم الكشف عن منعها لكريس باتن (آخر حاكم بريطاني لهونغ كونغ) كتاب الشرق والغرب بعد تدخل مباشر من قبل الرئيس التنفيذي لشركة نيوز إنترناشونال آنذاك، روبرت مردوخ.
كشف ستيوارت بروفيت لاحقًا، المحرر الذي عمل على كتاب هاربر كولنز، أن هذا التدخل كان مصممًا لإرضاء السلطات الصينية - التي كان الكتاب ناقدًا لها - حيث كان مردوخ ينوي توسيع إمبراطوريته التجارية إلى الصين ولم يفعل ذلك. ترغب في إحداث مشاكل هناك بالسماح بنشر الكتاب.
تسبب تدخل مردوخ في استقالة بروفيت من الشركة وغضب وسائل الإعلام الدولية خارج نيوز إنترناشونال. نشر كريس باتن لاحقًا مع دار النشر ماكميلان، في البداية في أمريكا، حيث حمل شعار «الكتاب الذي رفض روبرت مردوخ نشره». بعد حملة قانونية ناجحة ضد هاربر كولينز، واصل باتن نشر الكتاب في المملكة المتحدة في سبتمبر 1998 بعد قبول مبلغ 500000 جنيه إسترليني وتلقي اعتذار من روبرت مردوخ. كتب إلكترونية في مارس 2011، أعلنت هاربر كولنز أنها ستوزع الكتب الإلكترونية على المكتبات مع تمكين DRM لحذف العنصر بعد إقراضه 26 مرة.
وقد وجهت هاربر كولينز انتقادات لهذه الخطة، ولا سيما تشبيهها للكتب الإلكترونية، والتي هي رقمية بحتة، بالكتب التجارية التقليدية ذات الغلاف الورقي، والتي تتآكل بمرور الوقت. إغفال إسرائيل من الأطلس في ديسمبر 2014، أفاد الجهاز اللوحي أن الأطلس المنشور لمدارس الشرق الأوسط لم يسم إسرائيل على خريطة الشرق الأوسط.
أوضح ممثل لـ Collins Bartholomew، وهي شركة تابعة لشركة هاربر كولمز المتخصصة في الخرائط، أن تضمين إسرائيل كان من الممكن أن يكون «غير مقبول» لعملائها في الدول العربية في الخليج العربي وأن هذا الإغفال يتماشى مع «التفضيلات المحلية».
اعتذرت الشركة لاحقًا ودمرت جميع الكتب. ماذا حدث (النوم) للتو؟ أعلنت هاربر كولنز في يناير 2017 أنها ستتوقف عن بيع نسخ من كتاب Monica Crowley ماذا حدث (Bleep) للتو؟، بسبب مزاعم الانتحال.
رفع كتاب 2012 فقرات من عدد من المصادر بما في ذلك الأعمدة والمقالات الإخبارية وتقارير مراكز الفكر. [67] قال هاربر كولنز في تصريح لـ KFile على CNN، "لن يتم عرض الكتاب الذي وصل إلى نهاية دورة المبيعات الطبيعية، حتى يحين الوقت الذي تتاح فيه الفرصة للمؤلف لمصدر المادة ومراجعتها.

## روابط خارجية
- هاربر كولنز على موقع IMDb (الإنجليزية)
- هاربر كولنز على موقع الموسوعة البريطانية (الإنجليزية)
- هاربر كولنز على موقع ANN company (الإنجليزية)